# Angel in Disguise (Musiqq-dal)
Az Angel in Disguise (magyarul: Angyal álruhában) egy dal, mely Lettországot képviselte a 2011-es Eurovíziós Dalfesztiválon. A dalt a lett Musiqq együttes adta elő angol nyelven.
A dal a 2011. február 26-án rendezett lett nemzeti döntőben nyerte el az indulás jogát. A döntő két fordulóból állt: az első körben a tizenegyfős mezőnyből három dal jutott tovább a szuperdöntőbe, ahol eldőlt a nyertes kiléte. Mindkét fordulóban egy zsűri pontjai és a nézők telefonos szavazatai közösen alakították ki az eredményt.
Az Eurovíziós Dalfesztiválon a dalt először a május 12-én rendezett második elődöntőben adták elő, a fellépési sorrendben tizenhetedikként, a fehérorosz Anastasiya Vinnikova I Love Belarus című dala után, és a dán A Friend in London együttes New Tomorrow című dala előtt. Az elődöntőben 25 ponttal a tizenhetedik helyen végzett, így nem jutott tovább a május 14-i döntőbe. Lettországnak ez sorozatban harmadszor nem sikerült.

## Slágerlistás helyezések
| Slágerlisták (2011) | Lh.* |
| ------------------- | ---- |
| Lettország          | 8    |

*Lh. = Legjobb helyezés.